# Sony Xperia P
Il Sony Xperia P è uno Smartphone prodotto da Sony. È stato annunciato al Mobile World Congress 2012 a fianco dell'Xperia U e dell'Xperia S. È dotato di un display touchscreen qHD da 4" con tecnologia Sony White Magic che offre una luminosità superiore a quella di altri smartphone. Ha una risoluzione di 960 x 540 con una densità di 275 dpi. Offre un processore da 1 GHz ST-Ericsson NovaThor dual core ed una fotocamera posteriore da 8 mega-pixel. Una delle caratteristiche dell'Xperia P è il materiale con cui è rivestito, l'alluminio invece della plastica, dando così al telefono una sensazione di solidità.